# Fernando Arbello
Fernando Arbello, dit Chico était un tromboniste et arrangeur américain de jazz né à Ponce au Porto Rico le 30 mai 1907 et mort au Porto Rico le 26 juillet 1970.

## Biographie
Il passa sa jeunesse et sa retraite au Porto Rico avec un passage aux États-Unis où il mena une carrière dans le jazz classique parmi des bandes dirigées par des grands noms comme Jimmie Lunceford, Fletcher Henderson, Claude Hopkins et William Henry Webb. Il fut également compositeur de jazz. Il commença à jouer du trombone à l'âge de 12 ans.

## Discographie
Enregistrement :
- Chasin' All The Blues Away (avec Claude Hopkins, 1934)
- Zozoi (1934)